# 永平寺町立松岡小学校
永平寺町立松岡小学校（えいへいじちょうりつ まつおかしょうがっこう）は、福井県永平寺町松岡にある公立小学校である。

## 沿革
- 1871年（明治4年）- 天竜寺内に開設、簡易科を内海良策氏宅に開設。
- 1873年（明治6年） - 松岡小学校と名称を決め、敦賀県管内吉田郡字111～112番に設置する。
- 1879年（明治12年） - 含翠小学校と改称。
- 1881年（明治14年） - 福井県所轄となる。
- 1887年（明治20年） - 含翠尋常小学校と改称。
- 1891年（明治24年） - 含翠尋常高等小学校と改称、校舎新築落成。
- 1892年（明治25年） - 松岡尋常小学校と改称。
- 1893年（明治26年） - 安泰寺に分教場を設置、3教室を増築。
- 1908年（明治41年） - 白竜寺に分教場を設置。
- 1941年（昭和16年） - 松岡国民学校と改称。
- 1947年（昭和22年） - 松岡小学校と改称。昭和天皇が行幸（昭和天皇の戦後巡幸）[1]。
- 1948年（昭和23年）6月 - 福井地震で第1、第2、第3校舎倒壊、講堂等30度傾斜の被害。
- 1949年（昭和24年） - 第1校舎、第2校舎落成。
- 1951年（昭和26年） - 第3校舎、第4校舎落成。
- 1963年（昭和38年） - 松岡町体育館 兼 本校講堂落成。
- 1969年（昭和44年） - 校舎改築第1期工事竣工。
- 1971年（昭和46年） - 校舎改築第2期工事竣工。
- 1972年（昭和47年） - 学校プール竣工。
- 2006年（平成18年） - 北校舎耐震補強工事完了。
- 2010年（平成22年） - 体育館改修工事完了。

## 通学区域
薬師・神明・春日・芝原・葵・志比堺・清水・窪・椚・室・木ノ下・松ケ原・観音

## 進学先中学校
- 永平寺町立松岡中学校

## 学区 / 校区内の主な施設
- 永平寺町立図書館

## 交通
- えちぜん鉄道勝山永平寺線 松岡駅より298m
- 京福バス 大学病院松岡線83 松岡駅 より312m